# Olympus E-5
Olympus E-5 – jest to lustrzanka cyfrowa wyprodukowana przez japońską firmę Olympus. Aparat po raz pierwszy został zaprezentowany w 2010 roku i jest sztandarowym produktem marki. E-5 jest aparatem cyfrowym systemu Cztery Trzecie (4/3) i jest kompatybilny ze wszystkimi obiektywami tego standardu.